# 布法羅城 (阿肯色州)
布法羅城（英語：Buffalo City）是位於美國阿肯色州巴克斯特縣的一個非建制地區。該地的面積和人口皆未知。

## 地理
布法羅城的座標為36°10′04″N 92°26′32″W / 36.16778°N 92.44222°W，而該地的平均海拔高度為137米（即449英尺）。